# Option Capitale
Option Capitale était un parti politique municipal de la Ville de Québec, au Québec (Canada) qui a existé de 2005 à 2008.

## Liste des chefs du parti
- 2005 - 26 avril 2006 : Hugo Lépine
- 26 avril 2006 - 2007 : Pierre Coté Par intérim
- 2007- décembre 2008 : Daniel Brisson